# Камала Маркандая
Камала Маркандая (хинди कमला मार्कण्डेय; 1 января 1924, Майсур — 16 мая 2004, Лондон) — индийский писатель и журналист. Ее называли одним из самых выдающихся индийских романистов, пишущих на английском языке.
Маркандая родилась 1 января 1924 года в Майсуре в семье Мадхва-браминов, являющихся потомками дивана Пурнайи (который был выдающимся индийским администратором и государственным деятелем) и принадлежащей к высшему классу. Окончила Мадрасский университет и впоследствии опубликовала несколько рассказов в индийских газетах. После того, как Индия провозгласила свою независимость, Маркандайя переехала в Великобританию.
Умерла в Лондоне 16 мая 2004 года в возрасте 80 лет.
Камала Маркандая принадлежала к той группе новаторских индийских писательниц, которые оставили свой след в литературе не только своим существованием, но и отличным литературным стилем. Её первая опубликованная работа Nectar in a sieve (рус. Нектар в сите), изображающая сельскую Индию и страданий крестьян, сделало ее популярной на Западе. В её последующих произведениях драматизировалось индийское освободительное движение, столкновение между восточной и западной культурами, проблемы возникающие перед индийцами из среднего класса, современные технологии и их влияние на бедных и т.п.

## Книги
- Nectar in a sieve (рус. Нектар в сите). — New York: John Day, 1954
- Some inner fury (рус. Немного внутренней ярости). — New York: New American Library, 1956
- A silence of desire (рус. Молчание желаний). — New York: John Day, 1960
- Possession (рус. Владение). — New York: John Day, 1963
- A Handful of rice (рус. Горсть риса). — New York: John Day, 1966
- The coffer dams (рус. Плотины сундуков). — New York: John Day, 1969
- The nowhere man (рус. Человек из ниоткуда). — London: Allen Lane, 1972
- Two virgins (рус. Две девственницы). — New York: John Day, 1973
- The golden honeycomb (рус. Золотые соты). — New York: Crowell, 1977
- Pleasure city (рус. Город удовольствий). — London: Chatto and Windus, 1982.
- Bombay tiger (рус. Бомбейский тигр). — New Delhi: Penguin, 2008. (опубликовано посмертно)